# Kawanishi Baika
Kawanishi «Baika» (яп. 梅花, «Байка» («Квітка сливи»)) — проєкт реактивного літака для місій камікадзе завершального етапу Другої світової війни. Розроблявся на основі німецької ракети Фау-1.

## Історія створення
«Байка» розроблялась в авіаційному інституті Токійського університету під керівництвом професора Ічіро Тані на основі креслень німецької ракети Фау-1. Оскільки літак призначався для місій камікадзе, то він використовував шасі, що могло скидатись після зльоту. В якості двигуна мав використовуватись пульсуючий повітряно-реактивний двигун Maru Ka-10 з тягою 360 кілограмів. Розглядались три варіанти розміщення двигуна, над фюзеляжем (в двох позиціях) або під фюзеляжем. В носі літака мало розміщувалось 250 кг вибухівки. На момент закінчення війни літак так і не вийшов зі стадії креслення.

## Тактико-технічні характеристики

### Технічні характеристики
- Екіпаж: 1 чоловік
- Довжина: 7 м
- Розмах крил: 6,6 м
- Маса спорядженого: 1 430 кг
- Двигуни: Maru Ka-10
- Потужність: 360 кг

### Льотні характеристики
- Максимальна швидкість: 740 км/г

### Озброєння
- Бомбове: 250 кг вибухівки